# What Do I Call You
What Do I Call You è il quinto EP in lingua coreana (settimo complessivo) della cantante sudcoreana Kim Tae-yeon, pubblicato il 15 dicembre 2020.

## Tracce
1. What Do I Call You – 2:47 (testo: Kenzie – musica: Linnea Södahl, Caroline Pennell, David Pramik)
2. Playlist – 2:43 (testo: Jeon Ji-eun (January 8th (lalala Studio)), Hwang Seon-jeong (January 8th (lalala Studio)), Kim Jeong-mi (January 8th (lalala Studio)) – musica: Mike Daley, Mitchell Owens, Nicole "Kole" Cohen)
3. To the Moon – 2:42 (testo: Taeyeon, Yorkie (Devine Channel), SOLE (Devine Channel) – musica: Taeyeon, Im Kwang-wook (Devine Channel), Ryan Kim (Devine Channel), Andreas "Mage" Maggiani (Devine Channel), SOLE (Devine Channel), Sakehands)
4. Wildfire (들불) – 3:24 (testo: Jo Yoon-kyung – musica: Blaq Tuxedo)
5. Galaxy – 3:46 (testo: Zaya (Joombas) – musica: Mariella "Bambi" Garcia Balandina (Mr Radar), Mimmi Gyltman, MooF (Joombas))

Edizione CD e LP
1. Happy – 3:41 (testo: Lee Seu-ran – musica: Chris Wahle, Chelcee Grimes, Samuel Gerongco, Robert Gerongco)